# RKO 281
RKO 281 is een Amerikaanse televisiefilm uit 1999 die geregisseerd werd door Benjamin Ross. De biografische dramafilm focust op de totstandkoming van de filmklassieker Citizen Kane (1941). De hoofdrollen worden vertolkt door Liev Schreiber, James Cromwell en John Malkovich.

## Verhaal
In 1940 worstelen de jonge, maar beloftevolle regisseur Orson Welles, RKO-studiobaas George Schaefer en scenarist Herman J. Mankiewicz met het maken van de film Citizen Kane (1941). Welles komt op een feestje van de hypocriete en tirannieke krantenmagnaat William Randolph Hearst op het idee om de film op Hearsts leven te baseren. Mankiewicz staat aanvankelijk weigerachtig tegenover het idee omdat hij vreest dat Hearsts wraak groot zal zijn, maar gaat uiteindelijk toch akkoord.
Wanneer Hearst via roddelcolumniste Hedda Hopper te weten komt dat ze een weinig flatterende film over hem gemaakt hebben, doet hij er alles aan om de release van de film tegen te houden. Hearsts maîtresse Marion Davies moet ondertussen leren leven met het feit dat ze gedemoniseerd wordt en haar privéleven een publiek geheim is. Daarnaast moet ze Hearst ook financieel helpen wanneer diens kapitaal begint te slinken.
Na veel oponthoud, een professionele breuk tussen Welles en Mankiewicz en een reeks financiële problemen wordt de film dan toch uitgebracht. Doordat Hearst in al zijn printmedia weigert om de film te bespreken, krijgt Citizen Kane weinig publiciteit en wordt het geen commercieel succes. Welles' film wordt door filmcritici wel beschouwd als een meesterwerk.

## Rolverdeling
| Acteur           | Personage               |
| ---------------- | ----------------------- |
| Liev Schreiber   | Orson Welles            |
| John Malkovich   | Herman J. Mankiewicz    |
| Roy Scheider     | George Schaefer         |
| James Cromwell   | William Randolph Hearst |
| Melanie Griffith | Marion Davies           |
| Liam Cunningham  | Gregg Toland            |
| David Suchet     | Louis B. Mayer          |
| Brenda Blethyn   | Louella Parsons         |
| Fiona Shaw       | Hedda Hopper            |
| Lucy Cohu        | Dolores del Río         |

## Productie
In 1996 maakte het documentaireprogramma American Experience onder de titel The Battle Over Citizen Kane een aflevering over de totstandkoming van Orson Welles' filmklassieker Citizen Kane (1941). De aflevering bracht de broers Tony en Ridley Scott op het idee om met hun productiebedrijf Scott Free Productions een film over het onderwerp te maken.
Omstreeks 1998 stelde Ridley Scott het project, dat aanvankelijk geraamd werd op zo'n 40 miljoen dollar, aan verschillende filmstudio's voor. Scott hoopte een cast samen te stellen bestaande uit onder meer Edward Norton, Marlon Brando, Dustin Hoffman, Meryl Streep en Madonna. De titel van het project, RKO 281, verwees naar het oorspronkelijke productienummer van Citizen Kane.
Het hoge budget zorgde ervoor dat de studio's geen interesse toonden in het project. Scott vormde de film vervolgens om tot een tv-film voor HBO. Het budget werd verlaagd naar 10 miljoen dollar en de gehoopte sterrencast werd vervangen door onder meer Liev Schreiber, John Malkovich, Melanie Griffith en James Cromwell. De broers Scott bleven bij het project betrokken als uitvoerend producent, maar lieten de regie over aan hun landgenoot Benjamin Ross.
Er waren plannen om in Hearst Castle, het grote landhuis van krantenmagnaat William Randolph Hearst te filmen, maar de productie kreeg geen toestemming. De film werd in Verenigd Koninkrijk opgenomen, grotendeels in en rond Londen. De Gotische trap van Hearsts woning werd opgenomen in het St. Pancras Hotel, dat verbonden is aan St. Pancras Station. Voor het kantoor van de krantenmagnaat werd de Gamble Room van het Victoria and Albert Museum gebruikt. Voor de grote eetkamer en balzaal van Hearst werd de Guildhall gebruikt.
RKO 281 ging op 20 november 1999 in première op HBO.

## Prijzen en nominaties
| Jaar | Prijs            | Categorie                                       | Genomineerde(n)                                                                    | Uitslag     |
| ---- | ---------------- | ----------------------------------------------- | ---------------------------------------------------------------------------------- | ----------- |
| 2000 | Emmy Awards      | Beste tv-film                                   | Ridley Scott, Tony Scott, Diane Minter Lewis, Chris Zarpas, Su Armstrong           | Genomineerd |
| 2000 | Emmy Awards      | Beste regie (miniserie/tv-film)                 | Benjamin Ross                                                                      | Genomineerd |
| 2000 | Emmy Awards      | Beste scenario (miniserie/tv-film)              | John Logan                                                                         | Genomineerd |
| 2000 | Emmy Awards      | Beste acteur (miniserie/tv-film)                | Liev Schreiber                                                                     | Genomineerd |
| 2000 | Emmy Awards      | Beste acteur in een bijrol (miniserie/tv-film)  | James Cromwell                                                                     | Genomineerd |
| 2000 | Emmy Awards      | Beste acteur in een bijrol (miniserie/tv-film)  | John Malkovich                                                                     | Genomineerd |
| 2000 | Emmy Awards      | Beste actrice in een bijrol (miniserie/tv-film) | Melanie Griffith                                                                   | Genomineerd |
| 2000 | Emmy Awards      | Beste montage (miniserie/tv-film)               | Alex Mackie                                                                        | Genomineerd |
| 2000 | Emmy Awards      | Beste muziek (miniserie/tv-film)                | John Altman                                                                        | Gewonnen    |
| 2000 | Emmy Awards      | Beste productieontwerp (miniserie/tv-film)      | Maria Djurkovic, Lucinda Thomson, Tatiana Macdonald                                | Genomineerd |
| 2000 | Emmy Awards      | Beste casting (miniserie/tv-film)               | Lora Kennedy, Joyce Nettles                                                        | Gewonnen    |
| 2000 | Emmy Awards      | Beste geluidsmix (miniserie/tv-film)            | Clive Derbyshire, Mark Taylor, Mike Dowson                                         | Gewonnen    |
| 2000 | Emmy Awards      | Beste haarstyling (miniserie/tv-film)           | Roseann Samuel, Elaine Browne, Karen Z.M. Turner, Aileen Seaton, Lesley Noble, HBO | Genomineerd |
| 2000 | Golden Globes    | Beste miniserie of tv-film                      | Beste miniserie of tv-film                                                         | Gewonnen    |
| 2000 | Golden Globes    | Beste acteur (miniserie/tv-film)                | Liev Schreiber                                                                     | Genomineerd |
| 2000 | Golden Globes    | Beste actrice in een bijrol (miniserie/tv-film) | Melanie Griffith                                                                   | Genomineerd |
| 2000 | Satellite Awards | Beste miniserie of tv-film                      | Beste miniserie of tv-film                                                         | Genomineerd |
| 2001 | WGA Awards       | Beste adaptatie voor langdurige content         | John Logan                                                                         | Gewonnen    |